# 高戸毅
髙戸 毅（たかと つよし、1953年3月20日 - ）は日本の医師、医学者、歯学者、東京大学名誉教授。医学博士。
専門は口腔外科学、形成外科学。元東京大学大学大学院医学系研究科外科学専攻感覚・運動機能医学講座口腔顎顔面外科学教授。元同医学部附属病院ティッシュ・エンジニアリング部部長（兼任）。元同医学部附属病院22世紀医療センター長（兼任）。現JR東京総合病院院長。歯科口腔外科、形成外科部長。日本再生医療学会理事。
再生医療の研究に携わり、その研究は国内外で多くの表彰を受けている。特に、臨床においては唇顎口蓋裂の集学的治療そして、顎骨延長術およびNAM床の本邦への導入、研究においては唇顎口蓋裂患者の鼻変形に用いるインプラント型再生軟骨の開発、3Dプリンターを用いたカスタムメイド人工骨 (CT-BONE)、外科手術に用いるチタンメッシュプレートの開発等で成果を上げ再生医療とその臨床応用に貢献したとされている。

## 経歴
- 1953年 - 岡山県生まれ
- 1971年 - 東京教育大学附属駒場高等学校卒業
- 1979年 - 東京大学医学部医学科卒業、東京大学医学部附属病院形成外科研修医
- 1980年 - 兵庫県立こども病院研修医
- 1981年 - 東京大学医学部附属病院形成外科医員
- 1982年 - 東京大学医学部附属病院形成外科教務職員
- 1983年 - 国立がん研究センター頭頚科医員
- 1985年 - 東京都立墨東病院形成外科主事
- 1987年 - 静岡県立こども病院形成外科副医長
- 1989年 - 東京大学医学部附属病院形成外科教務職員 東京大学保健管理センター講師
- 1990年 - 文部省長期在外研究員としてトロントこども病院留学
- 1992年 - 東京大学口腔外科学講座助教授
- 1996年 - 同教授、医学部附属病院 顎口腔外科・歯科・矯正歯科 診療科長
- 1997年 - 東京大学大学院医学系研究科外科学専攻感覚・運動機能医学講座教授
- 2001年 - 東京大学医学部附属病院ティッシュ・エンジニアリング部部長（兼任）
- 2011年 - 東京大学医学部附属病院22世紀医療センター長（兼任）
- 2017年 - JR東京総合病院院長